# Modulazione cromatica
In armonia musicale, la modulazione cromatica è il quarto metodo di modulazione che consente di modulare a tonalità lontane mediante uno o più cromatismi.

## Meccanismo
Avviene partendo dalla triade del I, II, IV o VI grado (accordi di preparazione e riposo) della tonalità di partenza, andando direttamente alla settima di dominante della tonalità d'arrivo mediante dei movimenti cromatici.
Nell'effettuarla vanno seguiti degli accorgimenti:
1. La settima di dominante può essere completa o incompleta.
2. I cromatismi vanno fatti eseguire dalle stesse parti.
3. Si devono evitare intervalli eccedenti o diminuiti e parallelismi.
4. Le voci si devono muovere tutte per grado congiunto; è tollerato il salto di terza per una sola voce.